# Chaetomium madrasense
Chaetomium madrasense är en svampart som beskrevs av Natarajan 1971. Chaetomium madrasense ingår i släktet Chaetomium och familjen Chaetomiaceae.   Inga underarter finns listade i Catalogue of Life.